# Wayne Miller

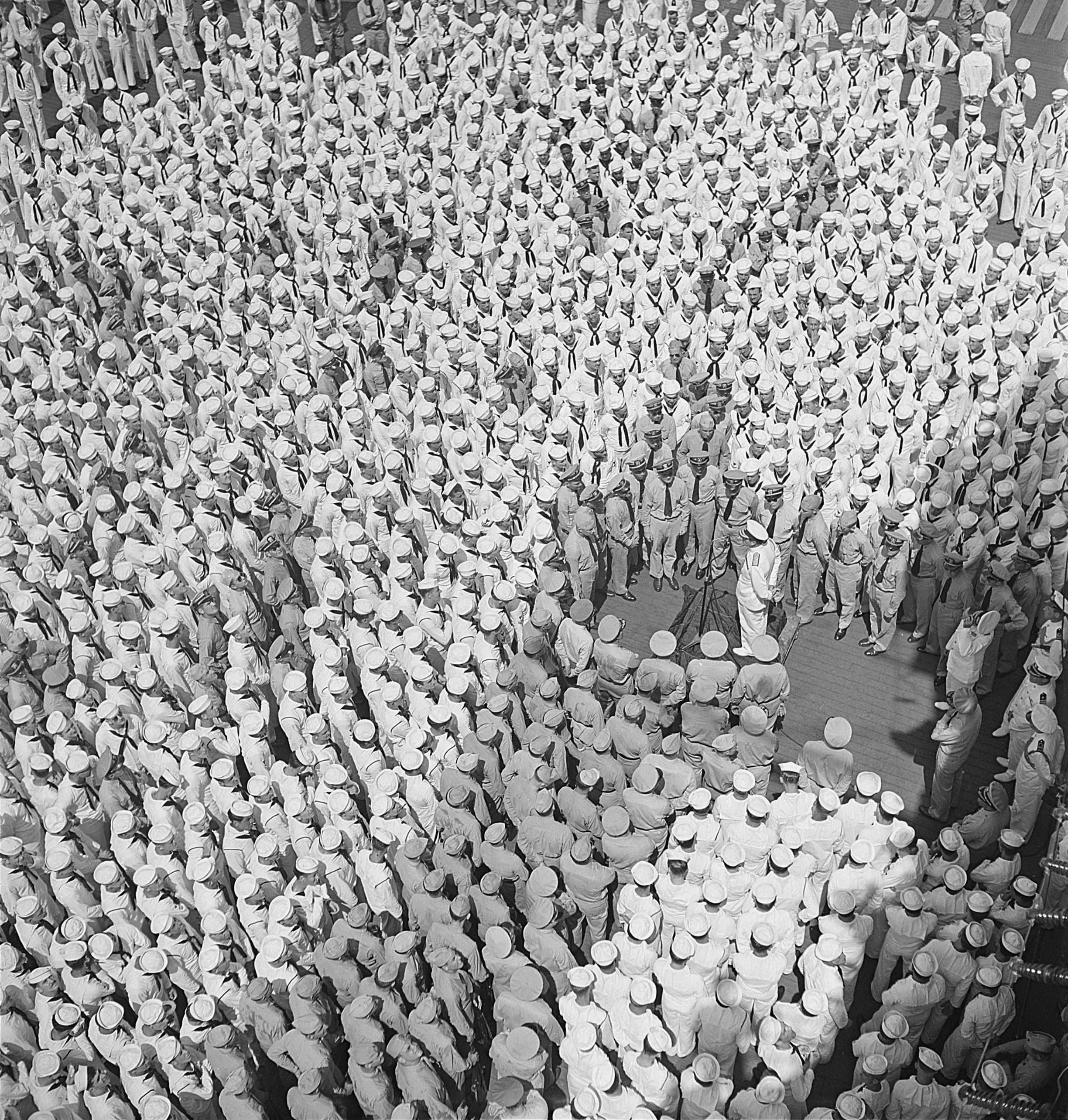
Louis Mountbatten talar till personal i den amerikanska flottan i Trincomalee på Ceylon, 1944

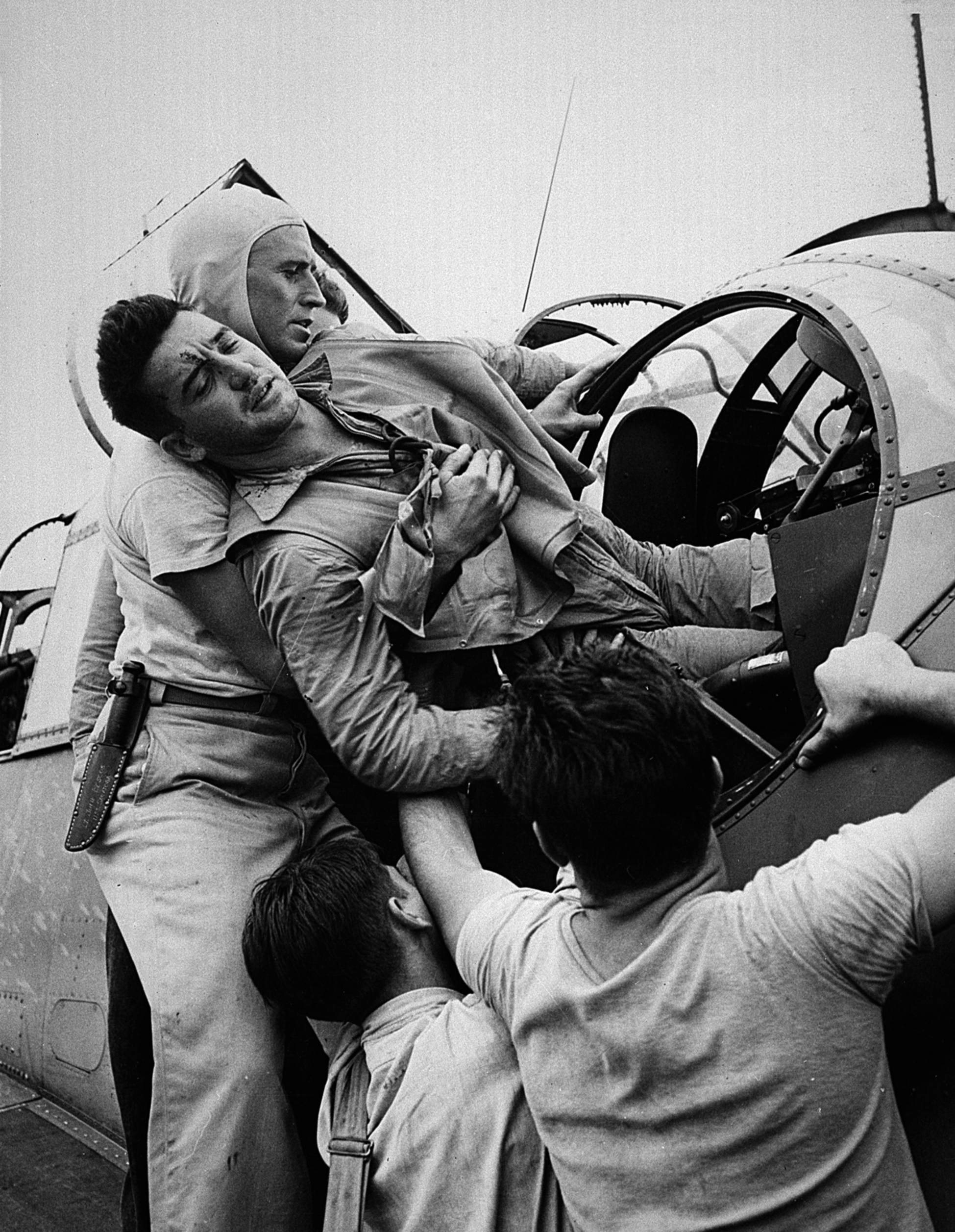
Skadade i besättningen på en Grumman Avenger, november 1943

Wayne Forest Miller, född 19 september 1918 i Chicago, Illinois i USA, död 22 maj 2013 i Orinda, Kalifornien i USA, var en amerikansk fotograf. 
Wayne Millers far var läkare och mamman sjuksköterska. Han fick en kamera i examenspresent när han gick ut high school.  Han studerade ekonomi på University of Illinois at Urbana-Champaign, samtidigt som han arbetade som fotograf. Åren 1941–1942 studerade han på Art Center College of Design i Los Angeles. Därefter tjänstgjorde han i U.S. Navy som fotograf i en fotograferingsenhet. Han blev en av de första västerländska fotografer som dokumenterade Hiroshimas förstörelse.
Efter andra världskriget slog han sig ned i Chicago och arbetade bland annat med bilder för boken Chicago's South Side, 1946–1948. Denna dokumenterade afroamerikaners migration norrut i USA. 
Miller undervisade på IIT Institute of Design i Chicago, tills han flyttade till Kalifornien 1953. Han frilansade för Life och arbetade tillsammans med sin fru Joan för kuratorn Edward Steichen med utställningen The Family of Man, som öppnade  på Museum of Modern Art i New York 1955. Edward Steichen valde för denna också ut åtta bilder av Wayne Miller, varav två från hans sons födelse.
Wayne Miller gav ut A Baby's First Year 1956, med texter av Benjamin Spocks och John B. Reinhart. Han fotograferade intensivt under tre år sin familj, vilket resulterade i boken The World is Young 1958 och också i en tiosidig  bildberättelse i Life i oktober 1958.
Miller arbetade med avtal med Life och var ordförande för bildbyrån Magnum Photos 1962–1966.
Han var sedan 1933 gift med  Joan Baker (1921–2014). Paret hade fyra barn.